# Третьяк Владислав Олександрович
Третьяк Владислав Олександрович (25 квітня 1952, с. Оруд'єво, Дмитровський район, Московська область, РРФСР, СРСР) — видатний радянський хокеїст, воротар. Багато експертів уважають Третьяка одним з найвидатніших воротарів в історії хокею із шайбою.
У період з 1969 по 1984 роки захищав ворота команди ЦСКА і збірної Радянського Союзу. У матчах чемпіонату СРСР зіграв 482 матчі, на чемпіонатах світу та Олімпійських Іграх — 117 ігор. У турнірах Кубка Канади — 11 матчів. Входить до Символічної збірної століття ІІХФ.
З грудня 2003 року — депутат Державної думи РФ четвертого скликання. З 2006 року — президент Федерації хокею Росії. Полковник запасу ЗС РФ.

## Досягнення
- Триразовий олімпійський чемпіон (1972, 1976, 1984), срібний призер Зимових Олімпійських ігор 1980.
- 10-разовий чемпіон світу (1970, 1971, 1973, 1974, 1975, 1978, 1979, 1981, 1982, 1983), срібний призер ЧС 1972 і 1976, бронзовий призер ЧС 1977.
- 9-разовий чемпіон Європи (1970, 1973, 1974, 1975, 1978, 1979, 1981, 1982, 1983), срібний призер ЧЄ 1971, 1972 і 1976, бронзовий призер ЧЄ 1977.
- Володар Кубка Канади 1981, учасник розіграшу Кубка Канади 1976.
- Учасник Суперсерії-72, Суперсерії-74 і Суперсерії-76.
- Володар Кубка Виклику 1979.
- Перший європейський хокеїст, представлений у Залі хокейної слави Національної хокейної ліги в Торонто.
- Найкращий хокеїст XX століття за версією Міжнародної федерації хокею.
- Заслужений майстер спорту СРСР (1971).
- Владислав Третьяк 5 разів визнавався найкращим хокеїстом СРСР, тричі найкращим хокеїстом Європи, чотири рази найкращим воротарем світових першостей.
- 13-разовий чемпіон СРСР (1970—1973, 1975, 1977—1984), срібний призер чемпіонатів СРСР 1974, 1976 в складі клубу ЦСКА.
- Володар Кубка СРСР 1969 і 1973, фіналіст розіграшу Кубка СРСР 1976.
- У 1997 році серед перших був уведений до Зали слави ІІХФ.
- Увійшов до символічної збірної століття «Centennial All-Star Team» Міжнародної федерації хокею з шайбою.
- Член Зали хокейної слави.

## Статистика

### Клубні виступи
| 1968–69      | ЦСКА (Москва) | СРСР         | 3   | —                    | —        | — | —    | 2   | — | 0.67 |
| 1969–70      | ЦСКА (Москва) | СРСР         | 34  | —                    | —        | — | —    | 76  | — | 2.24 |
| 1970–71      | ЦСКА (Москва) | СРСР         | 40  | —                    | —        | — | —    | 82  | — | 2.03 |
| 1971–72      | ЦСКА (Москва) | СРСР         | 30  | —                    | —        | — | —    | 78  | — | 2.60 |
| 1972–73      | ЦСКА (Москва) | СРСР         | 30  | —                    | —        | — | —    | 80  | — | 2.67 |
| 1973–74      | ЦСКА (Москва) | СРСР         | 27  | —                    | —        | — | —    | 94  | — | 3.48 |
| 1974–75      | ЦСКА (Москва) | СРСР         | 35  | —                    | —        | — | —    | 104 | — | 2.97 |
| 1975–76      | ЦСКА (Москва) | СРСР         | 33  | —                    | —        | — | —    | 100 | — | 3.03 |
| 1976–77      | ЦСКА (Москва) | СРСР         | 35  | —                    | —        | — | —    | 98  | — | 2.80 |
| 1977–78      | ЦСКА (Москва) | СРСР         | 29  | —                    | —        | — | —    | 72  | — | 2.48 |
| 1978–79      | ЦСКА (Москва) | СРСР         | 40  | —                    | —        | — | —    | 111 | — | 2.78 |
| 1979–80      | ЦСКА (Москва) | СРСР         | 36  | —                    | —        | — | —    | 85  | — | 2.36 |
| 1980–81      | ЦСКА (Москва) | СРСР         | 18  | —                    | —        | — | —    | 32  | — | 1.78 |
| 1981–82      | ЦСКА (Москва) | СРСР         | 41  | 34                   | 4        | 3 | 2295 | 65  | 6 | 1.70 |
| 1982–83      | ЦСКА (Москва) | СРСР         | 29  | 25                   | 3        | 1 | 1641 | 40  | 6 | 1.46 |
| 1983–84      | ЦСКА (Москва) | СРСР         | 22  | 22                   | 0        | 0 | 1267 | 40  | 4 | 1.89 |
| Разом у СРСР | Разом у СРСР  | Разом у СРСР | 482 | — ! — ! — ! — ! 1158 | — ! 2.31 |   |      |     |   |      |

### Збірна
| Рік         | Команда     | Турнір      | І  | В                | П   | Н        | Хв  | ПГ | ІБГ | ПГГ  |
| ----------- | ----------- | ----------- | -- | ---------------- | --- | -------- | --- | -- | --- | ---- |
| 1968        | СРСР        | ЮЧЄ         | 1  | —                | —   | —        | 20  | 1  | 0   | 3.00 |
| 1969        | СРСР        | ЮЧЄ         | 2  | —                | —   | —        | —   | —  | —   | —    |
| 1970        | СРСР        | ЮЧЄ         | 2  | —                | —   | —        | —   | —  | —   | —    |
| 1970        | СРСР        | ЧС          | 6  | —                | —   | —        | 215 | 4  | —   | 1.12 |
| 1971        | СРСР        | ЮЧЄ         | 3  | —                | —   | —        | 180 | 5  | —   | 1.67 |
| 1971        | СРСР        | ЧС          | 5  | —                | —   | —        | 241 | 6  | —   | 1.49 |
| 1972        | СРСР        | ОІ          | 4  | —                | —   | —        | 240 | 10 | —   | 2.50 |
| 1972        | СРСР        | ЧС          | 8  | —                | —   | —        | 430 | 15 | —   | 2.09 |
| 1972        | СРСР        | СС          | 8  | —                | —   | —        | 480 | 31 | —   | 3.87 |
| 1973        | СРСР        | ЧС          | 7  | —                | —   | —        | 420 | 14 | —   | 2.00 |
| 1974        | СРСР        | ЧС          | 8  | —                | —   | —        | 440 | 12 | —   | 1.64 |
| 1974        | СРСР        | СС          | 7  | —                | —   | —        | 420 | 25 | —   | 3.57 |
| 1975        | СРСР        | ЧС          | 8  | —                | —   | —        | 449 | 18 | —   | 2.41 |
| 1976        | СРСР        | ОІ          | 4  | —                | —   | —        | 240 | 10 | —   | 2.50 |
| 1976        | СРСР        | ЧС          | 10 | —                | —   | —        | 577 | 19 | —   | 1.98 |
| 1976        | СРСР        | КК          | 5  | —                | —   | —        | 300 | 14 | —   | 2.80 |
| 1977        | СРСР        | ЧС          | 9  | —                | —   | —        | 482 | 17 | —   | 2.12 |
| 1978        | СРСР        | ЧС          | 8  | —                | —   | —        | 480 | 21 | —   | 2.63 |
| 1979        | СРСР        | ЧС          | 7  | —                | —   | —        | 407 | 12 | —   | 1.77 |
| 1980        | СРСР        | ОІ          | 5  | —                | —   | —        | 220 | 9  | —   | 2.45 |
| 1981        | СРСР        | ЧС          | 7  | —                | —   | —        | 420 | 13 | —   | 1.86 |
| 1981        | СРСР        | КК          | 6  | —                | —   | —        | 360 | 8  | —   | 1.33 |
| 1982        | СРСР        | ЧС          | 8  | —                | —   | —        | 464 | 19 | —   | 2.46 |
| 1983        | СРСР        | ЧС          | 7  | —                | —   | —        | 420 | 4  | —   | 0.57 |
| 1984        | СРСР        | ОІ          | 6  | —                | —   | —        | 360 | 4  | —   | 0.67 |
| Разом на ОІ | Разом на ОІ | Разом на ОІ | 19 | — ! — ! — ! 1060 | 33  | — ! 1.87 |     |    |     |      |
| Разом на ЧС | Разом на ЧС | Разом на ЧС | 98 | — ! — ! — ! 5445 | 174 | — ! 1.92 |     |    |     |      |

## Міжнародні санкції
Через вторгнення Росії в Україну перебуває під персональними міжнародними санкціями різних країн.
З 23 лютого 2022 року перебуває під санкціями всіх країн Європейського союзу.
З 11 березня 2022 року перебуває під санкціями Великої Британії.
З 24 березня 2022 року перебуває під санкціями Сполучених Штатів Америки.
З 25 лютого 2022 року перебуває під санкціями Швейцарії.
З 4 травня 2022 року перебуває під санкціями Австралії.
З 12 квітня 2022 року перебуває під санкціями Японії.
З 7 вересня 2022 року перебуває під санкціями України.
З 3 травня 2022 року перебуває під санкціями Нової Зеландії.
24 лютого 2023 року внесений до санкційного списку Канади, як «еліта і близький соратник режиму».

## Кіновтілення
2007 — «Валерій Харламов. Додатковий час» (Росія), режисер Юрій Корольов (Стааль), актор Дмитро Аросьєв.
2012 — «Хокейні ігри» (Росія), режисер Ксенія Кондрашина, актор Андрій Ворошилов.
2013 — «Легенда № 17» (Росія), режисер Микола Лебедєв, актор Олександр Пахомов.
2014 — «Слава» (Росія), режисер Антон Азаров, актор Михайло Шамігулов.

## Сім'я
- Батько — Олександр Дмитрович (1923—2004), військовий льотчик, служив в авіаційній дивізії особливого призначення (гарнізон Чкаловський у Підмосков'ї), майор.
- Мати — Віра Петрівна (1921—2004), вчитель фізкультури, грала в хокей із м'ячем на першості Москви у складі жіночої команди «Металург». Ветеран Німецько-радянської війни.
- Дружина (з 23 серпня 1972 року) — Тетяна Євгенівна (нар. 1950).
  - Син Дмитро Владиславович Третяк (нар. 1973), стоматолог.
    - Онук Максим Дмитрович Третяк (нар. 1996), хокеїст, воротар. Захищає ворота хокейного клубу Сочі.

  - Дочка Ірина Владиславівна Третяк (нар. 1976), юрист,[10]
    - Онука Анна Сергіївна Ємшанова (нар. 2001)
    - Онука Марія Сергіївна Ємшанова (нар. 2006).